# Futuro décimo álbum de Lana Del Rey
O futuro décimo álbum de estúdio da cantora e compositora estadunidense Lana Del Rey, ainda sem título, tem com previsão de lançamento pelas gravadoras Interscope e Polydor. Excepcionalmente para Del Rey, é esperado que o álbum contenha elementos de música country. Seu primeiro single, "Henry, Come On", foi lançado em 11 de abril de 2025, e o segundo single, "Bluebird", foi lançado uma semana depois, em 18 de abril de 2025.
O álbum foi originalmente intitulado Lasso e mais tarde The Right Person Will Stay, com Del Rey confirmando em uma publicação na sua conta do Instagram que o título passou por mais uma mudança e que não seria mais lançado em 21 de maio de 2025, como anunciado inicialmente.

## Desenvolvimento e anúncio
Com base em seus trabalhos anteriores, Lana Del Rey foi rotulada como uma artista "alt-pop" pelos críticos musicais. Ela acreditava que depois de seu álbum de 2019, Norman Fucking Rockwell!, as coisas deram uma "grande reviravolta"; ela temia "ficar com medo de fazer escolhas seguras" e decidiu fazer um "relaxamento" após os lançamentos para "reavaliar as coisas". Em novembro de 2020, Del Rey considerou lançar "um álbum digital de canções tradicionais e clássicas americanas para o Natal", mas o plano acabou não se concretizando.
No ano seguinte, Del Rey anunciou que havia gravado um álbum inteiro de regravações de canções country, inspirado em seus singles "Ride" (2012) e "Video Games" (2011); ela disse: "Eu voltei e ouvi 'Ride' e 'Video Games' e pensei, você sabe... elas são meio country. Talvez a maneira como 'Video Games' foi remasterizada, faz parecer pop—mas há algo de Americana nelas com certeza". Em 20 de setembro de 2023, apenas seis meses após o lançamento de seu nono álbum de estúdio Did You Know That There's a Tunnel Under Ocean Blvd, Del Rey revelou que estava trabalhando num conceito de álbum mais "na raíz Americana".
Durante o restante do ano, Del Rey pode testar "as águas do country" apresentando um cover de "Stand by Your Man" de Tammy Wynette em setembro, uma versão de "Unchained Melody" em novembro e lançando uma versão cover de "Take Me Home, Country Roads" de John Denver em dezembro. Durante um discurso na premiação da NMPA Songwriter em 31 de janeiro de 2024, Del Rey prestou homenagem ao seu colaborador de longa data Jack Antonoff e anunciou que eles iriam "para o country" em seu próximo empreendimento musical, estimulado por vários lançamentos mainstream de sucesso comercial em 2023. A mudança de gêneros marcaria um afastamento significativo da produção musical predominantemente pop alternativo. A artista também anunciou que o título do projeto seria Lasso e com lançamento previsto para setembro de 2024. Em 21 de agosto de 2024, no entanto, Del Rey confirmou durante uma entrevista para a revista Vogue que ela vai lançar ainda "mais dois [singles] [...] até o final do ano"; o que não se materializou. Ela também afirmou que o sonoridade do álbum não será uma "grande mudança" de seus trabalhos anteriores, mas ainda seria uma "produção do country clássico, Americana ou country gótico".
Em 25 de novembro de 2024, no mesmo dia em que ela divulgou as datas de sua turnê de estádios no Reino Unido e Irlanda, ela anunciou que o álbum, agora com o título The Right Person Will Stay, será lançado em 21 de maio de 2025 e uma canção titulada "Henry, Come On" seria lançada em antecipação, até então sem data prevista. Em 11 de abril de 2025, a canção foi lançada como o primeiro single do projeto. Posteriormente, no mesmo dia, ela revelou que o álbum passou por uma segunda mudança de nome e não seria mais lançado em maio. Isso apresenta um padrão para Del Rey, cujo seus últimos três álbuns de estúdio também enfrentaram atrasos nos prazos de lançamento. Em abril de 2025, Del Rey foi a atração principal do Festival Stagecoach em Indio, Califórnia, onde apresentou três novas faixas que seriam incluídas no álbum; "Stars Fell on Alabama", "Quiet in the South", and "57.5".